# Margaret Carline
Margaret Valerie Carline, zwischenzeitlich Margaret Valerie Knighton, (* 14. Februar 1955 in Sheffield, England) ist eine ehemalige neuseeländische Vielseitigkeitsreiterin.

## Biografie
Margaret Carline gewann bei den Olympischen Sommerspielen 1988 in Seoul auf ihrem Pferd Enterprise zusammen mit Andrew Bennie, Tinks Pottinger und Mark Todd die Bronzemedaille im Mannschaftswettkampf des Vielseitigkeitsreitens.